# Setihercostomus huangi
Setihercostomus huangi är en tvåvingeart som först beskrevs av Zhang, Yang och Kazuhiro Masunaga 2004.  Setihercostomus huangi ingår i släktet Setihercostomus och familjen styltflugor. Inga underarter finns listade i Catalogue of Life.